# Платт-стрит (Манхэттен)
Платт-стрит (англ. Platt Street) — небольшая односторонняя улица в Нижнем Манхэттене.
Платт-стрит проходит через Финансовый округ. Улица берёт начало от Уильям-стрит; проходя в восточном направлении, пересекается с Голд-стрит и заканчивается на Перл-стрит.
Своё название улица получила в честь крупного торговца начала XIX века Джеймса Платта (англ. James S. Platt). В 1832 году он приобрёл в этом районе недвижимость:84, а спустя два года здесь была проложена нынешняя Платт-стрит:29.
Ближайшей к Платт-стрит станцией метро является Фултон-стрит (2, 3, 4, 5, A, C, J, Z).